# Ordre de bataille lors de la bataille des Sept Jours
Ce qui suit est l'ordre de bataille des forces militaires en présence lors de la Bataille des Sept Jours, qui eut lieu du 25 juin au 1er juillet 1862 lors de la guerre civile américaine, appelée également guerre de Sécession.

## Abréviations utilisées

### Grades
- Général = général d'armée,
- Lieutenant général = général de corps d'armée,
- Major général = général de division,
- Brigadier général = général de brigade

### Autres
- (b) = blessé
- mb = mortellement blessé
- † = tué

## Forces de l'Union
Les forces Nordistes, de 104 100 hommes sont composées de l'Armée du Potomac sous les ordres du major général George Brinton McClellan.
- 2e corps : brigadier général Edwin Vose Sumner. 
  - 1re division : brigadier général Israël Bush Richardson.
    - 1re brigade : brigadier général John Curtis Caldwell.
    - 2e brigade : brigadier général Thomas Francis Meagher, puis colonel Robert Nugent, puis brigadier général Thomas Francis Meagher.
    - 3e brigade : brigadier général William Henry French.

  - 2e division : brigadier général John Sedgwick.
    - 1re brigade : colonel A. Sulley.
    - 2e brigade : brigadier général William Wallace Burns.
    - 3e brigade : brigadier général Napoleon Jackson Tecumseh Dana.
- 3e corps : brigadier général Samuel Peter Heintzelman. 
  - 2e division : brigadier général Joseph Hooker.
    - 1re brigade : brigadier général Cuvier Grover.
    - 2e brigade : brigadier général Daniel Edgar Sickles.
    - 3e brigade : colonel Joseph Bradford Carr.

  - 3e division : brigadier général Philip Kearny.
    - 1re brigade : brigadier général John Cleveland Robinson.
    - 2e brigade : brigadier général David Bell Birney.
    - 3e brigade : brigadier général Hiram Gregory Berry.
- 4e corps : brigadier général Erasmus Darwin Keyes.
  - 1re division : brigadier général Darius Nash Couch.
    - 1re brigade : brigadier général Albion Paris Howe.
    - 2e brigade : brigadier général John Joseph Abercrombie.
    - 3e brigade : brigadier général Innis Newton Palmer.

  - 2e division : brigadier général John James Peck.
    - 1re brigade : brigadier général Henry Morris Naglee.
    - 2e brigade : brigadier général Henry Walton Wessells.
- 5e corps : brigadier général Fitz John Porter.
  - 1re division : brigadier général George Webb Morell.
    - 1re brigade : brigadier général John Henry Martindale.
    - 2e brigade : brigadier général Charles Griffin.
    - 3e brigade : brigadier général Daniel Butterfield.

  - 2e division : brigadier général George Sykes.
    - 1re brigade : colonel Robert Christie Buchanan.
    - 2e brigade : lieutenant colonel W. Chapman, puis major Charles Swain Lovell.
    - 3e brigade : colonel Gouverneur Kemble Warren.

  - 3e division : brigadier général George Archibald Mac Call, puis brigadier général Truman Seymour.
    - 1re brigade : brigadier général John Fulton Reynolds, puis colonel S. G. Simmons, puis colonel R. B. Roberts.
    - 2e brigade : brigadier général George Gordon Meade, puis colonel A. L. Magilton.
    - 3e brigade : brigadier général Truman Seymour, puis colonel Conrad Feger Jackson.
- 6e corps : brigadier général William Buel Franklin.
  - 1re division : brigadier général Henry Warner Slocum.
    - 1re brigade : brigadier général George William Taylor.
    - 2e brigade : colonel J. E. Bartlett.
    - 3e brigade : brigadier général John Newton.

  - 2e division : brigadier général William Farrar Smith.
    - 1re brigade : brigadier général Winfield Scott Hancock.
    - 2e brigade : brigadier général William Thomas Harbaugh Brooks.
    - 3e brigade : brigadier général John Wynn Davidson.
- cavalerie : brigadier général George Stoneman.
- cavalerie de réserve : brigadier général Philip Saint George Cooke.
- génie : brigadier général Silas Casey.
  - brigade du Génie: brigadier général Daniel Phinéas Woodbury.

## Forces de la Confédération
Les forces Sudistes, fortes de 92 000 hommes de l'Armée de Virginie du Nord sont commandées par  le général Robert Edward Lee.
- Corps du major général Thomas Jonathan Jackson.
  - Division du brigadier général William Henry Chase Whiting.
    - 1re brigade : brigadier général John Bell Hood.
    - 3e brigade : colonel Evander Mac Ivor Law.

  - Division du major général Thomas Jonathan Jackson.
    - 1re brigade : brigadier général Charles Sidney Winder.
    - 2e brigade : lieutenant colonel R. H. Cunningham Jr., puis brigadier général John Robert Jones (blessé), puis lieutenant colonel R. H. Cunningham Jr..
    - 3e brigade : colonel S. V. Fulkerson (tué), puis colonel E. T. H. Warren, puis brigadier général Wade Hampton.
    - 4e brigade : brigadier général Alexander Robert Lawton.

  - Division du major général Richard Stoddert Ewell.
    - 4e brigade : brigadier général Arnold Elzey, puis colonel James Alexander Walker, puis brigadier général Jubal Anderson Early.
    - 7e brigade : brigadier général Isaac Ridgeway Trimble.
    - 8e brigade : brigadier général Richard Taylor, puis colonel I. G. Seymour (tué), puis colonel Leroy Augustus Stafford.

  - Division du major général Daniel Harvey Hill.
    - 1re brigade : brigadier général Robert Emmett Rodes, puis colonel John Brown Gordon.
    - 2e brigade : brigadier général George Burgwyn Anderson (blessé), colonel C. C. Tew.
    - 3e brigade : brigadier général Samuel Garland Jr..
    - 4e brigade : colonel Alfred Holt Colquitt.
    - 5e brigade : brigadier général Roswell Sabine Ripley.
- Corps du major général John Bankhead Magruder.
  - Division du brigadier général David Rumph Jones.
    - 1re brigade : brigadier général Robert Augustus Toombs.
    - 3e brigade : colonel George Thomas Anderson.

  - Division du major général Lafayette Mac Laws.
    - 1re brigade : brigadier général Paul Jones Semmes.
    - 4e brigade : brigadier général Joseph Brevard Kershaw.

  - Division du major général John Bankhead Magruder.
    - 2e brigade : brigadier général Howell Cobb.
    - 3e brigade : brigadier général Richard Griffith (tué), puis colonel William Barksdale.
- Corps du major général James Longstreet.
  - Division du major général James Longstreet, puis brigadier général Richard Heron Anderson.
    - 1re brigade : brigadier général James Lawson Kemper.
    - 2e brigade : brigadier général Richard Heron Anderson, colonel Micah Jenkins.
    - 3e brigade : brigadier général George Edward Pickett, puis colonel J. B. Strange, puis colonel Eppa Hunton, puis colonel J. B. Strange.
    - 4e brigade : brigadier général Cadmus Marcellus Wilcox.
    - 5e brigade : brigadier général Roger Atkinson Pryor.
    - 6e brigade: brigadier général Winfield Scott Featherston.

  - Division du major général Benjamin Huger.
    - 2e brigade : brigadier général William Mahone.
    - 3e brigade : brigadier général Ambrose Ransom Wright.
    - 4e brigade : brigadier général Lewis Addison Armistead.

  - Division du major général Ambrose Powell Hill.
    - 1re brigade : brigadier général Charles William Field.
    - 2e brigade : brigadier général Maxcy Gregg.
    - 3e brigade : brigadier général Joseph Reid Anderson (blessé), colonel Edward Lloyd Thomas.
    - 4e brigade : brigadier général Lawrence O'Bryan Branch.
    - 5e brigade : brigadier général James Jay Archer.
    - 6e brigade : brigadier général William Dorsey Pender.

  - Division du major général Theophilus Hunter Holmes.
    - 2e brigade : brigadier général Robert Ransom Jr..
    - 3e brigade : brigadier général Junius Daniel.
    - 4e brigade : brigadier général Joseph George Walker, puis colonel Van H. Manning.
- Corps du brigadier général Henry Alexander Wise.
  - Cavalerie : brigadier général James Ewell Brown Stuart.
  - Artillerie de réserve : brigadier général William Nelson Pendleton.